# Mitracarpus decumbens
Mitracarpus decumbens är en måreväxtart som beskrevs av Ignatz Urban. Mitracarpus decumbens ingår i släktet Mitracarpus och familjen måreväxter.
Artens utbredningsområde är Haiti. Inga underarter finns listade i Catalogue of Life.